# Axel Borgström
Axel Gustaf Sven Borgström, född den 17 september 1862 på Herrevadskloster i Riseberga, död den 10 januari 1939 i Stockholm, var en svensk jurist, ämbetsman och kommunalpolitiker.

## Biografi
Borgström studerade vid Lunds universitet, där han avlade hovrättsexamen 1884. År 1888 blev han vice häradshövding och 1897 assessor i hovrätten över Skåne och Blekinge.
År 1902 blev Borgström hovrättsråd. Han anlitades av regeringen som biträde vid Jordbruksdepartementet 1907, och utnämndes samtidigt till justitieråd, vilket han var 1907–1915 samt 1917–1932.
I Skåne var han aktiv i kommunalpolitiken, och när han flyttade till Stockholm fortsatte han sin politiska bana. Han var ordförande i Stockholms drätselkammare 1912–1920, samt ledamot av stadsfullmäktige 1910–1921. Han var ordförande i Svenska stadsförbundet från 1915, och var från 1920 tillika ordförande i Svenska järnvägsföreningen.
Han tillhörde högern, och var ordförande för Svenska pansarbåtsföreningen, i byggnastadgekommittén 1907 och i tobakskommissionen 1915. År 1912 blev Borgström hedersledamot av Kungliga Örlogsmannasällskapet.
Tillsammans med Sigfrid Skarstedt utgav han Register till Nytt juridiskt arkiv för åren 1904–23, samt ensam Kongliga hovrätten över Skåne och Blekinge 1821–1900. Biografiska anteckningar (1901).
Axel Borgström var son till domänintendenten Mårten Borgström och Thomasine Borgström, född Giertz. Från 1892 var han gift med Maria Hjort (1865–1949), dotter till konsul Johan Hjort och Hulda Hjort, född Möller.

## Utmärkelser
- Kommendör av första klassen av Nordstjärneorden, 6 juni 1910.[4]
- Riddare av första klassen av Vasaorden, 1901.[5]